# Roćevac
Roćevac (em cirílico: Роћевац) é uma vila da Sérvia localizada no município de Rekovac, pertencente ao distrito de Pomoravlje, na região de Šumadija, Levač. A sua população era de 346 habitantes segundo o censo de 2011.

## Demografia
| 1948 | 1953 | 1961 | 1971 | 1981 | 1991 | 2002 | 2011 |
| ---- | ---- | ---- | ---- | ---- | ---- | ---- | ---- |
| 883  | 871  | 773  | 700  | 656  | 601  | 356  | 346  |